# Charles Cooke
Charles Cooke III (Trenton, Nueva Jersey, 1 de julio de 1994) es un baloncestista estadounidense que actualmente juega en el Atléticos de San Germán de la BSN. Con 1,98 metros de estatura, juega en la posición de escolta.

## Trayectoria deportiva

### Universidad
Jugó dos temporadas con los Dukes de la Universidad James Madison, en las que promedió 9,9 puntos, 3,8 rebotes y 1,3 asistencias por partido. En 2014 fue transferido a los Flyers de la Universidad de Dayton, donde tras el año en blanco por la normativa de la NCAA jugó dos temporadas más, en las que promedió 15,7 puntos, 5,5 rebotes y 2,3 asistencias por partido.
En 2014 fue incluido en el tercer mejor quinteto de la Colonial Athletic Association, mientras que en 2016 lo ere en el mejor quinteto de la Atlantic 10 Conference y en el mejor quinteto defensivo, premio que repitió al año siguiente, apareciendo en esta ocasión en el segundo mejor quintego de la conferencia.

### Profesional
Tras no ser elegido en el Draft de la NBA de 2017, fue invitado por los Minnesota Timberwolves para participar en las Ligas de verano, donde jugó cinco partidos en los que promedió 10,0 puntos y 3,0 rebotes, pero a pesar de ello no firmó contrato con los Wolves. En su lugar, el dos de agosto firmó un contrato de dos vías con los New Orleans Pelicans, que implica poder jugar además en un equipo de la G League.

## Estadísticas de su carrera en la NBA

### Temporada regular
| Año     | Equipo      | PJ | PT | MPP | %TC  | %3P  | %TL  | RPP | APP | ROB | TPP | PPP |
| ------- | ----------- | -- | -- | --- | ---- | ---- | ---- | --- | --- | --- | --- | --- |
| 2017-18 | New Orleans | 13 | 0  | 2.9 | .143 | .125 | .500 | .2  | .1  | .1  | .0  | .5  |
| Total   | Total       | 13 | 0  | 2.9 | .143 | .125 | .500 | .2  | .1  | .1  | .0  | .5  |